# 에이미 베스 헤이즈
에이미 베스 헤이즈(Amy Beth Hayes, 1982년 10월 8일 ~ )는 영국의 배우, 영화배우이다.
에베개베니에서 태어났다.

## 방송
- 미스터 셀프리지 시즌4
- 미스터 셀프리지 시즌3
- 미스터 셀프리지 시즌2
- 미스터 셀프리지
- 더 신디케이트 시즌1

## 영화
- 미스터 셀프리지 시즌1 (2013년)
- 더 신디케이트 시즌1 (2012년)
- 에바 (2009년) - 에바 역
- 런던 콜걸, 벨 (2007년) - 엠버 역